# Crystal Reports
Crystal Reports – oprogramowanie, umożliwiające generowanie skomplikowanych zapytań do baz danych, i prezentację wyników w postaci graficznej. Sam proces generowania raportów nie wymaga znajomości języka SQL, choć możliwe jest tworzenie zapytań z jego użyciem. Szereg aplikacji takich jak Visual Studio, zawiera wersję OEM Crystal Reports.

## Możliwości
Program ten umożliwia tworzenie złączeń między tabelami, selekcję krotek/rekordów i grupowanie ich, bogaty zestaw możliwości ukrywania niepotrzebnych rekordów, filtrowania na podstawie formuł zdefiniowanych przez użytkownika, co zwiększa jego możliwości wizualizacji danych. Posiada własny język z fleksją (składnią) Basica oraz Crystal Syntax, w którym można definiować operacje matematyczne. Wyrażenia te są również wykorzystywane do formatowania tekstu (np. kolorowanie pól, obiektów). System posiada biblioteki DLL z których można korzystać w innych projektach. Biblioteki te wspierają m.in.:
- Delphi
- Visual Basic
- .NET

## Historia
Produkt w wersjach pomiędzy 1.0 aż do 3.0 został stworzony przez Crystal Services Inc. Firma została przejęta przez Seagate Software, a następnie zmieniono nazwę na Crystal Decisions i wyprodukowano szereg wersji od 4.0 aż do 9.0. W grudniu 2003 roku firma Crystal Decisions została przejęta przez Business Objects, która z kolei zaprezentowała wersję 10 oraz 11 (XI).
Z początkiem roku 2008 spółka Business Objects została przejęta przez SAP.

## Obsługiwane źródła danych
Dostępne źródła danych, to między innymi:
- Bazy danych takie jak IBM DB2, Microsoft Access, Microsoft SQL Server, MySQL oraz baza danych Oracle
- arkusze kalkulacyjne, takie jak Microsoft Excel
- pliki tekstowe
- pliki XML
- bazy danych aplikacji takich Lotus Notes, Microsoft Exchange i Novell GroupWise
- dowolne inne źródła danych dostępne przez usługi sieciowe, ODBC czy też OLAP.